# 포르바진

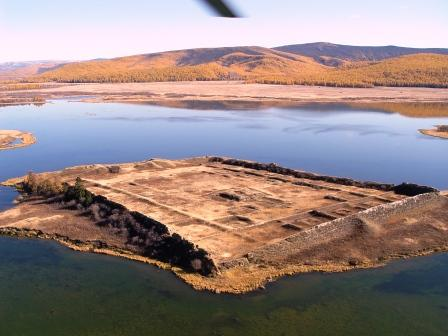

포르바진(투바어: Пор-Бажың)은 러시아 연방 투바 공화국에 소재한 폐허다. 그 이름은 투바어로 "점토 집"이라는 뜻이다. 크기 215 m × 162 m의 직사각형 유적이 테레홀호의 작은 호중도 위를 거의 가득 채우고 있다. 포르바진이 지어진 건축양식은 전형적인 당나라 읍성구조(직사각형의 외벽과 읍락을 종단하는 대로)를 따르고 있다.
발굴된 증거들에 미루어 보면 8세기 위구르 카간국의 궁전으로 지어졌다가 곧 마니교 사원으로 전용되었고, 그 뒤 얼마 되지 않아 버려졌다. 버려진 뒤 지진으로 인한 화재가 일어나 전소, 지금의 폐허가 된 것으로 추측된다.